# 323 Brucia
323 Brucia este un asteroid din centura principală care intersectează orbita planetei Marte. Are diametrul de 35,82 km. 

## Descoperirea asteroidului
Asteroidul  Brucia a fost primul dintre asteroizii descoperiți de astronomul german Max Wolf, în 1891, prin metoda fotografică (astrofotografie).

## Denumirea asteroidului
Asteroidul a primit numele filantropei americane Catherine Wolfe Bruce.

## Caracteristici
Prezintă o orbită caracterizată de o semiaxă majoră egală cu
2,3815119 u.a. și de o excentricitate de 0,3016618, înclinată cu 24,22807° în raport cu ecliptica.
Este un asteroid care intersectează orbita planetei Marte  cu o rotație periodică sinodică de 9,46 ore (în 1998).